# Javier Antón Cacho
Javier Antón Cacho (Soria, 24 de octubre de 1972) es un político español, diputado por Soria en el Congreso desde la XI hasta la XIV legislaturas.

## Biografía
Diplomado en Magisterio, especialidad Educación Infantil y Primaria. Vinculado al mundo asociativo de la mano de Cruz Roja Juventud, fue técnico de Programas Educativos en dicha organización y presidente del Consejo Provincial de la Juventud. Afiliado al PSOE de Soria, es secretario de Organización Provincial y desde 2003 concejal en el Ayuntamiento de Soria. En 2015 se presentó al Congreso de los Diputados por el PSOE y fue elegido diputado por Soria, siendo reelegido en 2016.